# Burkburnett
Burkburnett es una ciudad ubicada en el condado de Wichita en el estado estadounidense de Texas. En el Censo de 2010 tenía una población de 10.811 habitantes y una densidad poblacional de 368,38 personas por km².

## Geografía
Burkburnett se encuentra ubicada en las coordenadas 34°4′29″N 98°34′2″O / 34.07472, -98.56722. Según la Oficina del Censo de los Estados Unidos, Burkburnett tiene una superficie total de 29.35 km², de la cual 29.35 km² corresponden a tierra firme y (0%) 0 km² es agua.

## Demografía
Según el censo de 2010, había 10.811 personas residiendo en Burkburnett. La densidad de población era de 368,38 hab./km². De los 10.811 habitantes, Burkburnett estaba compuesto por el 91.2% blancos, el 2.65% eran afroamericanos, el 1.29% eran amerindios, el 1.02% eran asiáticos, el 0.02% eran isleños del Pacífico, el 1.65% eran de otras razas y el 2.17% pertenecían a dos o más razas. Del total de la población el 8.13% eran hispanos o latinos de cualquier raza.